# Uladsislau Klimowitsch
Uladsislau Tadewuschawitsch Klimowitsch (belarussisch Уладзіслаў Тадэвушавіч Клімовіч, * 12. Juni 1996 in Minsk) ist ein belarussischer Fußballspieler.

## Karriere
Klimowitsch begann seine Karriere bei BATE Baryssau, für die er im Juli 2014 in der Wyschejschaja Liha debütierte. Im Sommer 2015 wurde er bis Saisonende in seine Heimatstadt an den FK Islatsch Minsk Rajon verliehen.
Danach wurde er zunächst nach Lettland an den FK Jelgava und danach an den FK Njoman Hrodna verliehen.